# Усть-Пизас
Усть-Пиза́с (рос. Усть-Пызас) — селище у складі Таштагольського району Кемеровської області, Росія. Входить до складу Усть-Кабирзинського сільського поселення.

## Населення
Населення — 24 особи (2010; 22 у 2002).
Національний склад (станом на 2002 рік):
- шорці — 100 %